# 今井集士
今井 集士（いまい あつし）は絵画心理学者。
1944年、愛知県名古屋市生まれ。1974年から延べ10万人以上の子供と親の関係を児童絵画を通してカウンセリングしてきた児童絵画心理学の第一人者。1977年の渡印で仏教美術「曼荼羅画」との出会いがあり、絵画分析、分割学の基礎を見出す。
今井集士の心理分析法は1984年、ジャパンタイムズで教育部門にて全米に重大ニュースとして報道された。また、1998年にNHK教育の『テレビコラム』にて、『絵が訴える子どものSOS』に出演し、色彩・形態・分析位置から深層心理を探る「空対理論」を発表、母子コミュニケーション」の原形となる、パソコンでの心理分析システムを開発。その後、iモード公式サイト「心診断アートロジー」の監修、心理研究の他、カウンセリング、講演活動、大学教授と幅広く活動。
2004年6月、長崎佐世保小6同級生殺傷事件加害女児のイラストに潜む心理を解明した模様が『スーパーJチャンネル』（テレビ朝日）、『EZ！TV』（フジテレビ）にて放映。2010年、
日本三晶製薬株式会社の心理カウンセリング顧問に就任。2014年10月、株式会社ソロモンとコラボレーション。現在は、企業適性検査 幼児・児童の心のSOSを解読及び拡汎性発達障害における心的発達段階の分析・解読や、一般へのコーチングを行う。

## 略歴
- 絵画応用精神心理学者
- 曼荼羅画家（メタフジックス）
- メディア（コンテンツ）作家
- 上海師範大学教育科学学院応用心理系大学院客員教授
- 国立上海交通大学医学院付属上海精神衛生中心芸術療法
- 絵画応用精神心理分析教育顧問
- 上海市民政第一精神リハビリ科絵画応用精神分析心理教育顧問
- 中国心理衛生協会会員（外国人初）
- 上海市洋経－菊園実験学校心理教育顧問
- 日本作家クラブ常任理事名古屋支部長
- 米国法人国際地球環境大学専任教授修得（1998 - 2002）
- 株式会社太陽アートプロダクション 代表取締役（2003 - )
- 日本三晶製薬株式会社 心理カウンセリング顧問（2010 - )

## 絵画心理学者としての経歴
| 1978      | 34歳の時、インドに渡り様々な人間模様や宗教画に出会い、人間心理の探求に目覚め、絵画分析と臨床を開始する。この時、今井式空対理論の基礎ができる。 |
| 1980      | ＜絵画心理描写分析研究所＞ 太陽アートプロダクション設立 映画『自然と子供たち』制作 心理描写「絵でわかる子どもの心」 東海テレビ 出演「サンシャインギャラリー」 岐阜放送（2年6ヶ月） |
| 1983      | 名古屋タイムズ「いんたびゅう」掲載 出演「気になるわが子」 岐阜テレビ教育委員会指定番組 映画『心象的風景』制作 光りと音と映像による講演活動「人間と感覚の世界との関係」 |
| 1984      | 出演「個性って何」「絵をかきましょう」 岐阜テレビ教育委員会指定番組 心象との対話展「21世紀の子供たちへ」企画発表 報道（中日新聞、朝日新聞、毎日新聞、中部読売新聞、中部経済新聞、一宮タイムズ、テレビ愛知） 目には見えない心の言葉展「情緒障害児童による絵と心理分析」企画発表 ◎ジャパンタイムズ84年度重大ニュース特集教育部門にて全米に報道される 報道（中日新聞、毎日新聞、中部読売新聞、一宮タイムズ） |
| 1985      | 中日新聞「くらしのニュース」掲載 夢を見る子どもたち展 PART1「クラスの人気もの」企画発表 報道（中日新聞、朝日新聞、中部読売新聞） 夢を見る子どもたち展 PART2「日常生活に役立つ児童画展」企画発表 報道（中日新聞「絵画分析による情緒指導」、朝日新聞、中部読売新聞、岐阜日日新聞、岐阜放送） |
| 1986      | 講演「21世紀への警告」 小牧市福祉会館 夢を見る子どもたち展 PART3「いじめ感覚の発生と原因」企画発表 報道（NHKテレビ、中日新聞、中部読売新聞、岐阜日日新聞、日刊スポーツ） 奥様ジャーナル「情操時代の教育活動」特集 講演「絵でわかる子供の心」 春日井市篠原小学校 |
| 1987      | 講演「絵でわかる子供の心」 主催：小牧青年会議所 夢を見る子どもたち展 PART4「新人類・旧人類的感覚展」企画発表 報道（中日、中部読売、毎日、静岡、サンケイ、岐阜放送、テレビ静岡、静岡第一テレビ） |
| 1988      | 太陽アートプロダクション7年間の集大成展 春日井市総合福祉センター 後援（春日井市教育委員会、中日新聞社本社、他諸団体） 報道（NHKテレビ「ニュースワイド」、中日新聞） 出演「絵が訴える子供のSOS」 NHK教育「テレビコラム」 講演「絵が訴える子供のSOS」 東京霊南坂教会 |
| 1989      | 企画発表「心の造形」 世界デザイン博港会場びっ！くじら館にて コーポレイト・アイデンティティ「CI」制作 講演「子供の絵画の中に生じる黄金分析の働き」 愛知県蟹江町永和小学校 |
| 1990      | 糸川英夫博士組織工学にて学ぶ 講演「絵が訴える子供のSOS」 愛知県瀬戸市萩山小学校 講演「絵が訴える子供のSOS」 愛知県小牧市味岡小学校 日本経営開発セミナー講師推挙 |
| 1992      | 講演「色彩心理と安全」 鴻池建設 |
| 1993      | 講演「自然と色彩学」 奄美大島名瀬市 講演「心のシグナル」 小牧市教育委員会家庭学級リーダー研修会 |
| 1994      | 講演「21世紀を担う著者たち」 岐阜県坂祝中学校 |
| 1995      | 掲載「心のシグナル」No.1 雑誌「ぴあ」 |
| 1996      | 風の会セミナー／1993～1996年開催 講演「魅力あるリーダー」 三井生命リーダー研修セミナー 雑誌「ぴあ」掲載「心のシグナル」 4回 新聞に連載「揺れ動く思春期の心のシグナル」 |
| 1997      | EQ講座開設（117万6千の組み合わせの中に生じる心のシグナル） パーソナル・コンピューターでの分析完成 第5期「風の会」全12回シリーズ「宇宙存在、天と地に由る森羅万象を語る」 |
| 1998      | 講演「存在観のゆくえ」 小牧市青少年健全育成市民大会 |
| 1999      | 第6期「風の会」全12回シリーズ開催「タオ（道）イズムとタルムード・ユダヤ5000年の智恵」 （株）ベルシステム24総合研究所「こころのベル」心象カウンセリング監修推挙 雑誌「ダカーポ No.432／10.20号 特集：人のココロはここまで読める」掲載 |
| 2000      | 中国西安市藍田県「龍道華彩第三希望小学校」名誉校長就任 NTTドコモi-Mode公式サイト 心診断「アートロジー」制作監修 |
| 2001      | (株)ベルシステム24総合研究所「母子コミュニケーション」制作監修 |
| 2002      | 株式会社BEX 現象カード「アスカ」による心診断制作監修 |
| 2003      | 2003.03.18号 第一報 西安晩報（中国・XI'AN）にて報道 5月1日 『株式会社 太陽アートプロダクション』設立 2003.07.02号 第二報 西安晩報（中国・XI'AN）“今井集士特集”報道 ODN 「あなたの道」＆「心診断アスカ」 7.29発表 DION 「あなたの道」＆「心診断アスカ」 9.10発表 2003.12.18号 第三報 西安晩報（中国・XI'AN）にて報道 |
| 2004      | OCN（日本テレコム）、DION（KDDI）よりWebコンテンツ「人生の羅針盤」 「心診断アスカ現象カード」発表 AOLよりWebコンテンツ「“視心伝診”アストラル体の神秘」発表 第九弾「風の会」開催 日本作家クラブ理事推挙 長崎佐世保小6同級生殺傷事件 加害女児のイラストに潜む心理を解明 ◎スーパーJチャンネル（テレビ朝日）にて放映 ◎EZ!TV（フジテレビ）にて放映 10月27日 上海師範大学教育科学学院心理学系大学院にて講義 10月31日 上海華東師範大学カウンセリング士研修コースにて講義 ◎アッコにおまかせ！（TBS）にて「魚を描くとなぜ左向きになるか」を解明 11月24日 上海師範大学教育科学学院心理学系大学院にて第二回講義（3時間講義） 11月28日 上海華東師範大学カウンセリング士研修コースにて第二回講義（二部構成・7時間講義） ◎角川書店「chouchou」お正月特大号別冊に、女ヂカラUP心理テスト・監修 |
| 2005      | 9月22日 ヤフー！ジャパン にて、「ビューティー・アートロジー」がオープン |
| 2006      | 2月27日 上海師範大学教育科学学院心理学系大学院客員教授に就任 4月2日 日本作家クラブ常任理事就任 4月7日 上海師範大学教育科学学院心理学系大学院客員教授就任報告会を開催 4月12日 上海師範大学教育科学学院心理学系大学院にて「ゲノムとEQ」講義 6月5日 中国心理衛生協会会員所属 6月6日 上海師範大学教育科学学院心理学系大学院にて 「色彩流動現象における異文化論」講義 9月18日 WHO特定指定病院上海市精神衛生中心にて 今井理論『異文化への色彩流動現象』研究スタート ◎WHO特定指定病院上海市精神衛生中心のカウンセラー養成講座の教授に推挙 ◎同院内の医師への今井理論指導者に推挙 ◎上海市精神衛生中心内のカウンセリングセンターのリスナーに推挙 9月19日 上海師範大学教育科学学院心理学系大学院にて「色彩流動現象 Part.1」講義 10月26日 上海師範大学教育科学学院心理学系大学院にて「色彩流動現象 Part.2」講義 10月27日 WHO特定指定病院上海市精神衛生中心にて「児童絵画の道」講義 11月22日 上海市洋泾菊園実験学校にて面接・心理教育顧問推挙 11月23日 上海師範大学教育科学学院心理学系大学院にて「色彩流動現象 Part.3」講義 11月24日 WHO特定指定病院上海市精神衛生中心にて「児童絵画の道(2)」講義 12月25日 上海市洋泾菊園学校にて 12月26日 WHO特定指定病院上海市精神衛生中心にて「児童絵画の道(3)」講義 12月28日 上海師範大学教育科学学院心理学系大学院にて「色彩流動現象 Part.4」講義 |
| 2007      | 2月6日・8日 WHO特定指定病院上海市精神衛生中心にて「児童絵画の道（4）（5）」講義 2月8日 講演活動開始（上海梅奥健康諮問中心にて「絵画心理学とは」を語る） 2月28日 TBC会員誌「NATSUKO」の2007年度年間レギュラーを得る 4月24日・26日 WHO特定指定病院上海市精神衛生中心にて「色と色彩学の対比」講義 4月26日 上海師範大学教育科学学院「色と色彩学の対比」講義 6月4日 TBC会員誌「NATSUKO」の2007年度 （夏号）が発刊 8月31日 TBC会員誌「NATSUKO」の2007年度 （秋号）が発刊 11月30日 TBC会員誌「NATSUKO」の2007年度 （冬号）が発刊 12月22日 上海市心理衛生学会にて 今井式「空対理論」心的描写段階に表れる内観残像図を発表 12月26日 中国箱庭療法第一人者沈勇強教授とのコラボレーション |
| 2008      | 10月10日 上海市にて「デザイン構成部門」スタート 10月11日 上海市にて「空間プロデュース部門」スタート 10月13日 上海市精神衛生中心と上海師範大学との共同開発事業スタート＆論文公開 10月14日 上海市にて「コンサルテーション部門」スタート 11月19日 西部旅情クラブの顧問に就任 11月24日 上海師範大学教育科学学院にて「色と形のコラボレーション」を講義 11月27日 上海市精神衛生中心にて「色と形のコラボレーション」を講義 11月28日 企業セミナー活動スタート 12月22日 上海師範大学教育科学学院にて「色と形の深層心理」を講義 12月26日 上海市精神衛生中心にて「空対理論に虚数は存在していた」を発表 |
| 2009      | 2月21日 上海師範大学教育科学学院にて「色と形の深層心理：魚編」を講義 3月21日 上海師範大学教育科学学院にて空対理論を語る 4月23日 日本作家クラブ退会 8月21日 上海市精神リハビリ治療師養成講座にて絵画分析法を講義する 9月 中国上海交通大学医学院附属上海市精神衛生中心リハビリ科 絵画応用精神心理分析教育顧問就任 9月22日～24日 中国上海交通大学医学院附属上海市精神衛生中心リハビリ科での活動【第1回】 10月27日～28日 中国上海交通大学医学院附属上海市精神衛生中心リハビリ科での活動【第2回】 10月29日 中国上海交通大学医学院附属上海市精神衛生中心にて今井空対理論特別講義 11月24日～27日 中国上海交通大学医学院附属上海市精神衛生中心リハビリ科での活動 【第3回】 |
| 2010      | 3月11日・12日 上海交通大学医学院附属精神衛生中心にて絵画心理分析法を講義及び出版打合せ 3月15日 上海交通大学医学院附属精神衛生中心支部にて絵画心理分析法を講義 3月16日 上海市民政第一精神衛生中心にて絵画心理分析法を講義 4月18日 学会発表（国際多文化精神医学会） 4月19日 上海交通大学医学院附属精神衛生中心本部にて絵画心理分析法を講義 4月20日 上海交通大学医学院附属精神衛生中心支部にて絵画心理分析法を講義 4月22日 上海市民政第一精神衛生中心にて絵画心理分析法を講義 5月17日 上海交通大学医学院附属精神衛生中心本部にて絵画心理分析法を講義 5月19日 上海市民政第一精神衛生中心にて絵画心理分析法を講義 |
| 2011      | 1月21日 「千原ジュニアの映画製作委員会（CS放送）」TV出演 10月15日 日本三晶製薬株式会社主催、尾張旭市渋川福祉センターにて 『縄文の曙』～理性は如何に～ |
| 2012      | 3月11日 第十六期生「風の会」～空対論の道～ 色と空の相関性 を株式会社太陽アートプロダクション内にて開催。 3月27日 広島県呉市の呉オークアリーナにて講演「絵は、心のシグナル」 4月8日 第十六期生「風の会」～空対論の道～第2回 8月25日 月刊東海財界9月号に、「現代成人病に加えられた盾依存症」という論文が掲載されました。 10月 わかさ出版様発行の雑誌「夢21」 10月 全国区の社長TV 出演 |
| 2013-2015 | 代数学応用理論を研究 |
| 2016      | 7月 「今井式絵画応用心診断 一枚絵・新アートロジー心診断」発表 （入社採用、人事異動などの適性調査に最適な診断） 7月 「代数学応用心診断」発表 |

## 曼荼羅画家としての経歴
| 1960 | 第11回全日本学生油絵コンクール入賞 |
| 1962 | 第39回春陽会初入選 平岩郁郎教室にて洋画を学ぶ（～1967） |
| 1972 | 春陽会々友推挙（退会） |
| 1973 | 映画『絵を描く子供たち』制作 |
| 1974 | モザイク版画「希望の楽園」 渡欧 西洋美術を学ぶ |
| 1977 | モザイク壁画「太陽の賛歌」制作 渡印 仏教美術に出会う 新美術協会に参加 奨励賞 愛知県教育委員会賞受賞 |
| 1980 | 新美術協会洋画部会員推挙 |
| 1981 | モザイク壁画「永遠の生命」制作 新美術協会展 岐阜県教育委員会賞受賞 |
| 1982 | モザイク壁画「遊泳」制作 ビデオアート「心象的風景」制作 |
| 1985 | 個展 大和路シリーズ再開 1963年より空対への道 |
| 1986 | 渡印 日本仏教界日本画僧 石田豪澄に学び、禅アート協会プロデューサーを担当 （1997年まで11年間） 月刊なごや随想欄にて紹介 陶壁画「真善美」 寺田康雄と共作 石田豪澄老師「禅」画展 プロデュース メタフィジックス曼荼羅展「空対論の世界」企画発表 |
| 1987 | 月刊なごや「出会いなごや'87」にて紹介 日本版画優秀賞受賞 第2回日本の美術展に「悠久の世界」が招待出品 パリ市17区パレ・デ・コングレ（国際会議場） 太陽アートプロダクション・ギャラリー開設                                                    |
| 1988 | メタフィジックス曼荼羅展開催（蟹江町、名古屋市） |
| 1989 | サロン・ド・パリ会員推挙 曼荼羅画「大自然と魂」 世界デザイン博 ビデオアート「超常現的風景」企画発表 大和路「心の旅」特集 トヨタ車体「ザ・ホットライン」 第4回日本の美術展（サロン・ド・パリ会員展）にてパリ市民賞受賞                       |
| 1990 | 愛知県立五条高等学校卒業記念「群青」制作 訪中 第二次日中友好訪中文化使節団（形而上的世界へ） |
| 1991 | 個展「まほろば」 東京JCBサロン 壁画「小惑星との対話」 三重県津市 |
| 1992 | 第6回サロン・ド・パリ展 東京国際見本市会場ブース No.EJ-100 メタフィジックス曼荼羅展 PART3「人間発露」 名古屋・三重 メタフィジックス曼荼羅展 PART4「人間原理」 東京渋谷RRR                                                                   |
| 1994 | サロン・ドートンヌ準入選「チベット死者3000年の教え」より 第7回上野の森美術展入選「自然の脅威」 |
| 1995 | メタフィジックスアート展「自然との対話」 岐阜県土岐市 |
| 1996 | 個展「日本の四季」 PART1「路」 名古屋市 第9回上野の森美術展入賞「夢想郷」 |
| 1997 | 全トヨタ労連誌（造形）現在連載中 |
| 1999 | モザイク壁画「心」制作 メタフィジックスアート展「黒色曼荼羅」 岐阜県土岐市 「三次元空間芸術」との対話プロデュース 岐阜県蛭川村 |
| 2000 | メタフィジックスアート展「雫たち」 愛知県瀬戸市 |
| 2002 | 日中伝統文化友好の祭典 世界初（兵馬俑にて、舞いと絵画の共演） |
| 2004 | 個展「私のこころの道」（瀬戸市・愛知県） |
| 2010 | 1月1日 2010年寅年干支15作目の作品“白虎” |